# František Benhart
František Benhart (10. září 1924 Vynohradiv, Podkarpatská Rus – 25. prosince 2006 Praha) byl literární kritik, slavista, překladatel.

## Životopis
Otec Františka Benharta pracoval jako železniční dělník v Podkarpatské Rusi a tam také prožil František Benhart své dětství. V letech 1930–1935 navštěvoval obecnou školu v místě svého narození. Poté začal v letech 1935–1939 studovat na reálném gymnáziu v podkarpatském Chustu. Tato studia dokončil v Praze, kde roku 1944 odmaturoval.
Mezi lety 1945–1949 studoval na Filozofické fakultě Univerzity Karlovy češtinu, ruštinu a jugoslávské literatury. Souběžně byl externím redaktorem Lidové kultury.
Během let 1949–1951 působil v nakladatelství Naše vojsko. Odtud přešel do nově založeného časopisu Zlatý máj (1956–1957). Poté se téměř dva roky živil jako překladatel. V září roku 1959 se stal členem redakce měsíčníku Plamen, v němž působil jako vedoucí redaktor literárněkritické rubriky a redaktor poezie. V roce 1964 se stal zakládajícím členem Odboru přátel a příznivců Slavie, který měl za cíl zachránit a pozdvihnout fotbalovou Slavii, toho času živořící ve druhé fotbalové lize.
Roku 1995 mu byl udělen Řád svobody Republiky Slovinsko.

## Literární činnost
František Benhart se především zaměřil na překlady slovinské literatury a na literární kritiku. Byl neúnavný překladatel a propagátor slovinské kultury.
Především působil jako kritik a recenzent české a slovinské literatury, z části ale i ruské a ukrajinské literatury 20. století již od studentských let. První literární glosu uveřejnil 1945 v Rudém právu, první lyrickou báseň 1947 v Lidové kultuře. Kromě časopisů, v nichž působil, publikoval také v Zemědělských novinách, Svobodném Československu, Slovanském přehledu, Tvorbě, Kulturní politice, Novém životě, Hostu do domu, Literárních novinách, Krásné literatuře, Slovenských pohľadech (Bratislava), Lidové demokracii, Světové literatuře, Revui svetovej literatúry (Bratislava), Nových knihách, Svobodném slovu, 150 000 slov, Přítomnosti, Světě a divadle, Tvaru, Českém deníku, Lidových novinách a ROKu.
Ve Slovinsku publikoval od 60. let v periodikách Naši rozgledi, Dialogi, Planinski vestnik, Delo, Književni listi, Knjiga. Od roku 1977 systematicky přispíval do literárního měsíčníku Sodobnost.
František Benhart představil také celou řadu českých autorů ve slovinském kulturním prostoru, a to jak formou recenzí, anotací a kritik, tak i jako redaktor a překladatel.
Dlouhodobě se věnoval především překladům prózy, ale v posledních dvaceti letech stále intenzivněji také poezii. Díky Benhartovi si dnes můžeme v češtině přečíst celou řadu knih, které napsali slovinští autoři. Jsou to například díla od prozaika (Ciril Kosmač, Prežihov Voranc, Anton Ingolič, Mate Dolenc, Drago Jančar, Mira Miheličová). Co se týče poezie, překládal ty autory: Ivan Minatti, Ciril Zlobec, Jože Udovič, Kajetan Kovič, Dane Zajc, Milan Jesih, Tomaž Šalamun, Aleš Debeljak, Aleš Šteger a další.
Byl členem v mnoha spolcích a organizacích. Zejména ve Slovinské akademii vědy a umění v Lublani, PEN klubu, v Obci spisovatelů a Obci překladatelů.
Za svůj život měl celou řadu pseudonymů.První časopisecké verše podepisoval pseudonymem František Fána, později používal i jiných pseudonymů, jako například Frivolín a Franček Nezdomec, který užíval v Sodobnosti.
Další jeho pseudonymy a šifry byly: Ciril Perhaj, Bedřich Naňka; Bt, fbt, FB.
František Benhart byl za své celoživotní dílo po zásluze oceňován. Stal se dopisujícím členem lublaňské Akademie věd a také obdržel prestižní Pretnarovu cenu roku 2005 a s spolu s ní čestný titul ambasador slovinské kultury ve světě.

## Jeho díla
František Benhart napsal sedm knih.
- Jedna a jedna : kritické texty o české a slovinské literatuře 1963-1998
- Zářivý den u řeky cestopisné eseje 1997, 2. rozšířené vydání 2006
- Všichni jsme naši : Aforismy a nevážné texty 2003 – jedná se o útlou knihu, která obsahuje publicistické statě, úvahy a aforismy.
- Malce drugačna branja 1990

## Díla, která přeložil ze slovinštiny do češtiny
Františkovi Benhartovi vyšlo na 72 knižních překladů prózy, poezie a esejistiky.
Dolenc, Mate:
- Upír z Gorjanců 1988

Grabeljšek, Karel:
- Dolomity se drolí 1957

Ingolič, Anton:
- Odvážná cesta 1958
- Tajný spolek PGC 1967
- Večírek u Ady 1969
- Viničný vrch 1959

Jančar, Drago:
- Galejník 1990
- Pohled anděla 1995
- Profesor Arnož a ti jeho 1978
- Ringo Star 1990
- Špiclování Godota 1992
- Velký brilantní valčík

Kocbek, Edvard:
- Sám sobě vstříc 1979

Kosmač, Ciril:
- Jarní den Praha 1977

Kovič, Kajetan:
- Ani bůh, ani zvíře 1980

Miheličová, Mira:
- Duha nad městem 1976
- Dům večera 1982
- Novoluní Praha 1971

Mikuž, Jure:
- Obrazy Gallusovy doby Ljubljana 1991

Minatti, Ivan:
- Prohlubeň ticha 1995

Potrč, Ivan:
- Poslouchej řeku Praha 1980
- Setkání Praha 1965

Prežihov Voranc:
- Jamnica Praha 1959
- Semeno větru Praha 1972
- Slzičky 1959
- Spálenisko Praha 1973

Svetina, Tone:
- Lest 1974
- Osidla 1976
- Zúčtování 1977

Šalamun Tomaž:
- Ambra 1996

Udovič, Jože:
- Ostrovy jasu 1979

Zorman, Ivo:
- Drahá moje Izo 1983

Zupančič, Beno:
- Holubník 1984
- Pohřební hostina 1964
- Večírek 1964
- Zvony před bouří Praha 1978